# Paradmete longicauda
Paradmete longicauda là một loài ốc biển, là động vật thân mềm chân bụng sống ở biển trong họ Volutomitridae.